# Nauloco (Jonia)

Mapa con algunas de las antiguas ciudades griegas en Jonia, donde se aprecia la ubicación de Nauloco, entre Tebas y Priene.

Nauloco (en griego antiguo, Ναύλοχον) fue una antigua ciudad griega que estaba situada en la costa de Jonia (Asia Menor).  
Se supone que era el puerto de Priene pero quizá fue una ciudad autónoma al menos durante parte del siglo IV a. C., ya que se han conservado monedas de bronce de ese siglo que se atribuyen a Nauloco, donde figura la leyenda «ΝΑΥ». Por otra parte, en un decreto de Alejandro Magno del año 334 a. C., se concedía a los habitantes de Priene la libertad y ciertos privilegios para residir en Nauloco. También aparece citado un teorodoco de Nauloco para acoger al teoro de Argos en torno al año 330 a. C., lo que nuevamente parece ser un signo de cierta autonomía política pero sin embargo se ha apuntado la posibilidad de que en realidad la invitación a los juegos se hiciera en el puerto para transmitirla a continuación al interior, donde se hallaba Priene, para evitar pérdida de tiempo del enviado.

Es mencionada también por Plinio el Viejo a continuación de Miunte.
Se localiza en las proximidades de la actual población turca de Doğanbey.